# European Finance Forum
Das EFF European Finance Forum ist ein gemeinnütziger Verein zur Vermittlung finanzwirtschaftlichen Wissens mit Sitz in Frankfurt am Main. Er führt in mehreren europäischen Städten Informationsveranstaltungen zu Finanzthemen durch; teilnehmen können sowohl Gäste als auch Mitglieder.

## Geschichte
Der Verein wurde 1989 zunächst als Frankfurter Finanz-Forum (FFF) gegründet, um einen kontinuierlichen Austausch von aktuellen Informationen zum Bank- und Finanzwesen zu ermöglichen. Ab 2000 expandierte der Verein und gründete Standorte in Berlin, Düsseldorf, Hamburg, München und Stuttgart, ab 2005 dann auch außerhalb Deutschlands, in Wien, Amsterdam und Luxemburg. An allen Standorten finden regelmäßig Vortragsveranstaltungen mit namhaften Referenten aus der Finanzbranche statt. Einmal jährlich organisiert das European Finance Forum eine überregionale Jahresveranstaltung. 

## Ziele
Das European Finance Forum hat sich zum Ziel gesetzt, relevante Gegenwarts- und Zukunftsfragen der Finanzwirtschaft zu identifizieren und aufzugreifen, das Wissen und den Erfahrungsaustausch in der Finanzwirtschaft zu fördern und so einen Beitrag zum Zusammenwachsen und zur Harmonisierung der europäischen Finanzmärkte zu leisten. Darüber hinaus will es ein Netzwerk und eine Plattform für Führungskräfte aus der Finanzwirtschaft darstellen. Der gemeinnützige Verein verfolgt keine erwerbswirtschaftlichen Ziele.

## Struktur
Das EFF European Finance Forum ist ein eingetragener Verein. Es wird von einem ehrenamtlichen Zentralvorstand geführt und von einem Advisory Board beraten. An den einzelnen Standorten organisieren ehrenamtliche Regionalvorstände die regelmäßigen Veranstaltungen, die sogenannten EFF-Meetings. Die Leistungen werden durch Mitgliederbeiträge, durch Spenden, durch das Engagement von Förderern sowie durch Honorarverzicht der vortragenden Referenten finanziert.

## Advisory Board
Die Mitglieder des Advisory Boards des European Finance Forum sind:
- Lutz Johanning, Inhaber des Lehrstuhls für Empirische Kapitalmarktforschung an der WHU – Otto Beisheim School of Management
- Jens Kleine, Professor für Bankmanagement und Finanzwirtschaft an der Hochschule München

## Redner
Redner bei den Veranstaltungen des European Finance Forum waren unter anderem:
- Ann-Kristin Achleitner, Professorin für Betriebswirtschaftslehre, Technische Universität München
- Georg Fahrenschon, Bayerischer Staatsminister der Finanzen
- Bernd M. Fieseler, Geschäftsführendes Vorstandsmitglied, Deutscher Sparkassen- und Giroverband, Berlin
- Dieter Glüder, Vorstand, IKB Deutsche Industriebank AG
- Wilhelm Haarmann, Wirtschaftsprüfer
- Gerard Hartsink, Chair, Europäischer Zahlungsverkehrsausschuss
- Wolfgang Köhler, Vorstandsmitglied der DZ Bank
- Wolfgang König, Wirtschaftsinformatiker, E-Finance Lab
- Hermann-Josef Lamberti, Vorstandsmitglied der Deutschen Bank AG, Frankfurt
- Dirk Müller, Börsenmakler
- Werner Müller, Bundesminister für Wirtschaft und Technologie (a. D.)
- Ludwig Poullain, deutscher Bankier
- Peter Praet, Member of the Executive Board, Europäische Zentralbank
- Rüdiger von Rosen, geschäftsführendes Mitglied des Vorstands, Deutsches Aktieninstitut, Frankfurt am Main
- Karl-Werner Schulte, Professor für Immobilienwirtschaft
- Adelheid Sailer-Schuster, Präsidentin der Hauptverwaltung Hamburg der Deutschen Bundesbank
- Jürgen Stark, Member of the Executive Board, Europäische Zentralbank
- Gertrude Tumpel-Gugerell, Member of the Executive Board, Europäische Zentralbank[2]
- Norbert Walter, Chefvolkswirt der Deutschen Bank
- Axel A. Weber, ehem. Präsident der Deutschen Bundesbank
- Franz-Christoph Zeitler, ehemaliger Vizepräsident der Deutschen Bundesbank